# Pascal Itter
Pascal Itter, né le 3 avril 1995 à Schwalmstadt, est un footballeur allemand qui évolue au poste de défenseur central au Chemnitzer FC.

## Palmarès

### En sélection
Allemagne -17 ans
- Euro U17
  - Finaliste (1) : 2012.

 Allemagne -19 ans
- Euro U19
  - Vainqueur (1) : 2014.